# 1980年モスクワオリンピックの日本選手団
1980年モスクワオリンピックの日本選手団（1980ねんモスクワオリンピックのにほんせんしゅだん）は、1980年7月19日から8月3日まで開催された1980年モスクワオリンピックの日本代表選手団。選手所属は1980年当時のもの。

## 概要
日本オリンピック委員会 (JOC) は、1980年のモスクワオリンピックに参加するために、準備を進めてきた。しかし、開催国ソビエト連邦のアフガニスタン侵攻を受け、西側各国が不参加を表明する中、5月24日にJOCは、最終的に大会不参加を決定し、6月11日に、以下の選手・役員を承認した。
日本オリンピアンズ協会では、日本代表でありながら実際のモスクワ五輪出場選手でない彼らもオリンピアンと認めているが、世界オリンピアンズ協会からはオリンピアンと認定されていない。
モスクワオリンピックの開会式における各国選手の入場行進はロシア語のアルファベット順で行われたが、「日本」のロシア語表記「Япония」は当時のIOC加盟国の中で最も後に位置する表記であり、参加していればオリンピック史上初めて日本が開催国（慣例上、開催国は最後に入場する）の1つ前に行進する予定だった。しかし上記の理由で不参加となり、結局開催国ソ連の1つ前を行進したのはジャマイカ（Ямайка）だった。

## 競技別選手、スタッフ名簿

### 陸上競技
監督：小掛照二

コーチ：高橋進

コーチ：中村清

コーチ：廣島日出国

コーチ：大西暁志

- 豊田敏夫（新日鉄八幡）
- 森口達也（神戸製鋼）
- 喜多秀喜（神戸製鋼）
- 伊藤国光（鐘紡防府）
- 中村孝生（ヱスビー食品）
- 新宅雅也（ヱスビー食品）
- 瀬古利彦（ヱスビー食品）
- 宗茂（旭化成延岡）
- 宗猛（旭化成延岡）
- 長尾隆史（三菱自動車）
- 片峰隆（福岡大）
- 阪本孝男（筑波大）
- 高橋卓巳（土佐高教）
- 臼井淳一（順天大勤務）
- 吉本敏寿（山陽高教）
- 室伏重信（中京大勤務）
- 八木たまみ（関東学園大）
- 松井江美（美作高）

### 水泳
監督：浜口喜博

競泳コーチ：上田尚孝

競泳コーチ：高橋征一

競泳コーチ：東島新次

競泳コーチ：青木剛

飛び込みコーチ：金戸俊介

- 吉原一彦（間組）
- 坂本弘（中京大）
- 山崎重樹（中京大）
- 中西俊二（日大）
- 三科典由（日大）
- 樺谷博（日本鋼管）
- 青木正男（法大）
- 原秀章（プリンスホテル）
- 香山進介（法大）
- 設楽義信（明大）
- 伊藤正明（日体大体育研究員，現世田谷学園体育科教師）飛込
- 山崎幸子（成女高）
- 簗瀬かおり（蕨東中）
- 沼野美奈子（米アーカディア高）
- 大崎芳栄（桜宮中）
- 渡辺智恵子（文京学園高）
- 長崎宏子（川尻小）
- 久米直子（女子美大附属高）
- 山中理貴子（埼玉ヤクルト）飛込
- 馬淵よしの（松陰中）飛込

### ボート
監督：北川喜一郎

役員：秋吉健吾（選手兼任）
- 津田真男（新日本産業）
- 岩波健児（下諏訪町役場）
- 礒富昭（トヨタ自工）
- 秋吉健吾（唐津鉄工所）

### ボクシング
監督：渡辺政史

コーチ：斉藤義信

- 中村司（中大）
- 木庭浩一（日大）
- 菅藤弘（山形県庁）
- 樋口伸二（中大）
- 荒井幸人（中大）
- 副島保彦（中大）

### バレーボール
監督：小島孝治

マネージャー：佐々木真理子

- 石川嘉枝（ユニチカ）
- 清水睦子（カネボウ化粧品）
- 横山樹理（ユニチカ）
- 水原理枝子（ユニチカ）
- 小川かず子（ユニチカ）
- 奥嶋桂子（カネボウ化粧品）
- 江上由美（日立）
- 吉永美保子（日本電気）
- 池知晶代（富士フイルム）
- 広瀬美代子（ユニチカ）
- 三屋裕子（筑波大）
- 古橋美知子（日体大）

### 体操
監督：太田昌秀

男子コーチ：阿部和雄

男子リーダー：早田卓次

- 梶山広司（日大総合科学研究所）
- 梶谷信之（紀陽銀行）
- 北川淳一（順天大）
- 具志堅幸司（日体大）
- 山脇恭二（大和銀行）
- 外村康二（紀陽銀行）
- 余吾元博（順天大大学院）

女子コーチ：篠原一博

女子リーダー：荒川御幸

- 赤羽綾子（東海大）
- 松本由子（朝日生命ク）
- 野沢咲子（朝日生命ク）
- 加納弥生（國學院高）
- 穴見利香（國學院高）
- 日向由佳（武生高）
- 内田桂（國學院高）

### レスリング
監督：笹渕五夫

コーチ：福田富昭

コーチ：平山紘一郎

- 入江隆（自衛隊）
- 高田裕司（日体大トレーニングセンター）
- 富山英明（日大総合科学研究所）
- 多賀恒雄（国士舘大研究助手）
- 宮原章（松永製あん）
- 伊達治一郎（国士舘大）
- 太田章（早大）
- 清水一夫（岡山日大高教）
- 谷津嘉章（足利工業大研究員）
- 森康哲（自衛隊）
- 佐々木文和（日体大）
- 朝倉利夫（国士舘大研究助手）
- 柏木究（国士舘大研究助手）
- 長内清一（青森県三八教育事務所）
- 南敏文（滋賀県体協）
- 野口次夫（自衛隊）
- 高西一宏（徳島中央高教）
- 今村民夫（自衛隊）
- 藤森安一（警視庁）
- 宮内輝和（日大）

### ヨット
監督：松本富士也

コーチ：松山和興

マネージャー：山田敏雄

- 広沢孝治（本田技研）
- 三船和馬（ヤマハ発動機）
- 箱守康之（ヤマハ発動機）
- 日高茂樹（メイド・イン・サービス）
- 花岡一夫（ロッテ物産）
- 池田正（工学院大学専門学校）
- 小笠原憲男（電電公社）
- 吉川剛（電電公社）

### ウエイトリフティング
監督：桜井勝利

コーチ：大内仁

- 宮下日出海（自衛隊）
- 高橋雅朝（糸魚川高校）
- 安藤謙吉（土岐高教）
- 湯地保雄（日大研究生）
- 後藤節哉（浦和市教委）
- 平井一正（亀山高教）
- 島屋八生（九州共立大）
- 高田邦彦（自衛隊）
- 福田輝彦（木村機械）
- 坂本仁（日本大学）

### ハンドボール
監督：竹野奉昭

コーチ：東嘉伸

- 福井秀人（湧永薬品）
- 大畑孝広（本田技研）
- 井藤英忠（日体大）
- 津川昭（湧永薬品）
- 志賀良弘（湧永薬品）
- 関健三（三陽商会）
- 斎藤将一郎（横手高教）
- 斎藤幸司（大崎電気）
- 山本伸二（湧永薬品）
- 大原真造（大同特殊鋼）
- 穂積豊彦（湧永薬品）
- 中村満明（大同特殊鋼）
- 蒲生晴明（大同特殊鋼）
- 池ノ上孝司（湧永薬品）

### 自転車競技
監督：岡本雄作

コーチ：福原広次

メカニシャン：斧隆夫

- 坂本典男（日大）
- 渡辺幹男（日大）
- 山崎敏正（マエダ工業）
- 岡堀勉（島野工業）
- 斎藤邦夫（日大）
- 池浦敏秋（法大）

### フェンシング
コーチ：中島寛

コーチ：秋保篤

- 大塚清（警視庁）
- 坂倉英行（開伸産業）
- 佐藤範幸（埼玉銀行）
- 村田省（自営）
- 千田健一（宇都宮商高教）
- 岡秀子（成徳学園教）
- 吉岡正子（北辰産業）
- 横井晶子（広島クラブ）
- 伊藤真知子（和歌山北高教）
- 庄司孝子（専大勤務）

### 柔道
監督：醍醐敏郎

コーチ：佐藤宣践

コーチ：関根忍

- 山下泰裕（東海大大学院）
- 河原月夫（愛知県警）
- 恵谷正雄（神奈川県警）
- 藤猪省三（京都産業大勤務）
- 香月清人（大阪府警）
- 柏崎克彦（多賀高教）
- 森脇保彦（国士舘大勤務）

### ライフル射撃
監督：奥田利光

コーチ：久保皖司

- 勢見月文久（和歌山県警）
- 平井親文（福岡県警）
- 蒲池猛夫（自衛隊）
- 赤塚裕幸（警視庁）
- 細川幸雄（自衛隊）
- 松尾薫（自衛隊）
- 尾崎道治（自衛隊）

### 近代五種競技
監督：関滋雄

コーチ：可児正樹

- 内田正二（警視庁）
- 坂野勝（自衛隊）
- 川添博明（自衛隊）

### カヌー
監督：藤木宏清

コーチ：畑満秀

- 井上清登（マルニ特殊家具）
- 福里修誠（戸田競艇組合）

### アーチェリー
監督：飯塚十朗

コーチ：柴田如矢

- 松下和幹（三菱電機）
- 広瀬明（日本楽器）
- 藤田正子（甲南女子大）
- 岡崎芳子（安井貿易）

### クレー射撃
監督：井口哲次郎

- 平野元治（ミツワ）
- 渡辺和三（三和）
- 山下友也（山下商司）
- 石原敬士（古峰神社）

### 馬術
馬術については、役員1名、選手7名の計8名がJOCから与えられた枠であったが、最終選考は行われなかった。

### 選手団本部役員
団長をはじめとする本部役員、スタッフ18名はJOCから発表されなかった。